# Komunistyczne organizacje podziemne na ziemiach polskich w czasie II wojny światowej
Komunistyczne organizacje podziemne na ziemiach polskich w czasie II wojny światowej – organizacje komunistyczne powstałe na ziemiach polskich pod okupacją niemiecką w czasie II wojny światowej w okresie od września 1939 do stycznia 1942, z połączenia których powstała Polska Partia Robotnicza oraz dołączające do niej w latach 1943-1944.

## Geneza
16 sierpnia 1938, decyzją prezydium Komitetu Wykonawczego Międzynarodówki Komunistycznej (Kominternu) rozwiązano Komunistyczną Partię Polski. Niemal wszystkich działaczy KPP uwięziono, zesłano do łagrów lub rozstrzelano z rozkazu Józefa Stalina. Bez dyrektyw z Moskwy i pieniędzy na utrzymanie partii, środowisko komunistyczne w Polsce uległo dezintegracji: część byłych funkcjonariuszy KPP zaprzestało działalności, wielu wyjechało z kraju, inni siedzieli w więzieniach (między innymi Paweł Finder, Małgorzata Fornalska, Władysław Gomułka i Marceli Nowotko).
Kiedy 1 września 1939 III Rzesza zaatakowała Polskę, komuniści przebywający w więzieniach nie znając nowej linii politycznej Związku Radzieckiego opowiedzieli się przeciwko nazizmowi i w obronie niepodległości Polski. Żądali umożliwienia walki przeciwko Niemcom, deklarowali wsparcie dla wysiłku wojennego poprzez pracę. W wojennym zamieszaniu wypuszczano ich z więzień, po czym (w zdecydowanej większości) po agresji ZSRR na Polskę przedostawali się na tereny okupowane przez ZSRR i przyjmując obywatelstwo sowieckie pracowali w administracji okupanta.

## Okres 1939-1942
W końcu 1939 r. i w pierwszych miesiącach 1940 r. powstawały w okupowanym kraju różne ugrupowania i organizacje antyfaszystowskie kierowane przez komunistów. W Warszawie wznowiła działalność jednolitofrontowa Organizacja Młodzieży Socjalistycznej „Spartakus”, założona w 1935 r. Czołowi jej działacze głosili hasło walki zbrojnej z okupantem.
W Warszawie również powstały Rewolucyjne Rady Robotniczo-Chłopskie, znane również pod nazwą „Młot i Sierp”. Była to najliczniejsza i o największym zasięgu wpływów podziemna organizacja komunistyczna. Jesienią 1940 r. w jej skład weszły ugrupowania komunistów i radykalnych ludowców działające na Północnym Mazowszu. Organizacja ta dążyła do zjednoczenia wszystkich grup antyfaszystowskich. W jej kierownictwie utworzono również wydział wojskowy, organizujący Czerwoną Milicję, która wiosną 1941 r. liczyła w Warszawie 200 ludzi, w całym zaś kraju około tysiąca. Przygotowywała się ona do prowadzenia działań dywersyjnych na tyłach wroga w okresie przewidywanej napaści hitlerowskiej Rzeszy na Związek Radziecki. Po masowych aresztowaniach, jakie nastąpiły latem 1941 r., organizacja RRRCh przestała istnieć. Pozostali na wolności członkowie wstąpili przeważnie do innych organizacji.
Drugą co do wielkości organizacją po RRRCh było Stowarzyszenie Przyjaciół ZSRR. Tworzyli ją aktywiści KPP, którzy już od końca 1939 r. działali w Warszawie w różnych środowiskach. Stowarzyszenie Przyjaciół ZSRR również powołało swój wydział wojskowy, zwany Gwardią Robotniczą. Na Śląsku Cieszyńskim i w okolicach Bielska-Białej Stowarzyszenie nosiło nazwę Koła Przyjaciół ZSRR.
W rejonach podwarszawskich powstała pod koniec 1939 r. grupa „Proletariusz”. Jej nazwa pochodzi od wydawanego przez nią pisma. W pierwszych miesiącach 1940 r. rozpoczęła w Warszawie działalność grupa młodych komunistów, głównie byłych członków akademickiej Organizacji Młodzieży Socjalistycznej „Życie”. Nazywano ją „grupą akademicką” lub „grupą życiowców”, bądź „biuletynowcami”, także od wydawanego przez nią pisma „Biuletyn Radiowy”.
W Krakowie powstała z początkiem 1940 r. grupa antyfaszystowska, do której weszło wielu dawnych członków KPP, KZMP, lewicowych socjalistów, lewicowych działaczy Związku Nauczycielska Polskiego oraz radykalnych działaczy chłopskich. Grupa przyjęła później nazwę „Polska Ludowa” od wydawanego przez nią pisma. Rozrosła się w organizację, która objęła działalnością kilka powiatów ówczesnego województwa krakowskiego.
W połowie 1940 r. powstała w Rzeszowskiem grupa związana początkowo z RRRCh, późniejszym okresie znana jako Czyn Chłopsko-Robotniczy (od pisma o tej nazwie). Należeli do niej kapepowcy oraz radykalni działacze dawnego Związku Młodzieży Wiejskiej „Wici”. Rozwijała działalność szczególnie wśród młodzieży na Rzeszowszczyźnie.
Komuniści i radykalni ludowcy z Lubelskiego, Rzeszowskiego i Radomskiego utworzyli w październiku 1941 r. organizację antyfaszystowską, która przyjęła nazwę Robotniczo-Chłopska Organizacja Bojowa. Obejmowała ona swym zasięgiem południową Lubelszczyznę oraz niektóre rejony Rzeszowskiego i Radomskiego. Za cel stawiała sobie przygotowanie oddziałów zbrojnych do walki partyzanckiej z hitlerowskim okupantem. W szeregi RChOB weszła również jedna z warszawskich grup komunistycznych.
W Kieleckiem i Radomskiem działało Zjednoczenie Robotniczo-Chłopskie. Wydawało ono własny organ prasowy „Głos Ziemi Radomskiej”. Już w 1940 r. organizacja ta wykonała kilka akcji przeciwkontyngentowych.
W 1940 r. na terenie powiatu buskiego i pińczowskiego powstała i rozwijała ożywioną działalność grupa komunistów i radykalnych ludowców pod nazwą „Ruch Ludowy”. Jej organizatorami byli: Władysław Jaworski, Jan i Józef Rumasowie, Józef Pszczółka. Działała na bazie byłej KPP i robotników, którzy przed wojną pracowali przy regulacji Wisły. Grupa ta organizowała nasłuch radiowy w lesie radgowskim w gminie Opatowiec, a także wydała kilka numerów powielanego pisemka „Głos Demokratyczny”, w którym propagowała ideę walki przeciw okupantowi i o rząd demokratyczno-ludowy w przyszłej Polsce. Grupa „Ruch Ludowy” niosła pomoc Żydom prześladowanym przez okupanta. W drugiej połowie 1941 r. Niemcy wymordowali w gminie Bejsce 11 osób z rodziny członka tej grupy – Stanisława Klaczy.
W powiecie pińczowskim poprzednikiem PPR był „Blok Demokratyczny”. Tworzyli go: Władysław Jaworski, Edward Cieślarski (członek PPS), Jan Rumas (członek BCh), dr Władysław Madej (bezpartyjny), ksiądz Wieczorek (członek ZWZ) i Franciszek Kucybała, który następnie był komendantem tamtejszej Gwardii Ludowej.
W Chrzanowie powstała konspiracyjna organizacja antyfaszystowska pod nazwą „Kuźnica”, koło Piły i Zawiercia „Związek Ludu Pracującego Miast i Wsi”, w Jędrzejowskiem „Stowarzyszenie Przyjaciół ZSRR”.
W marcu 1941 r. koneccy komuniści – Bronisław Czyż, Kazimierz Czyż, Stanisław Klusek, Henryk Kozubski, Władysław Staromłyński i inni tworzą Związek Przyjaciół Sowietów, którego celem jest walka przeciw niemieckiemu okupantowi, przeciw propagandzie antyradzieckiej i o Polskę Ludową. ZPS utrzymuje kontakty z organizacją „Młot i Sierp” i grupą „Biuletynowców”. Organizuje grupy sabotażowe i dywersyjne. Gromadzi broń. Zbiera informacje o ruchach wojsk niemieckich i przekazuje je władzom radzieckim.
W Łodzi i okolicach istniało wiele grup konspiracyjnych, które prowadziły działalność polityczną i sabotażową w różnych zakładach pracy, m.in. Ogólnołódzki Komitet Sabotażowy, Komitet Obrony Miasta Łodzi i „Promieniści”. Wiosną 1941 r. grupy te połączyły się w organizację pod nazwą „Front Walki za Waszą i naszą Wolność”. Rozszerzała ona swe wpływy również na środowiska komunistyczne i robotnicze w Płocku, Włocławku i Poznaniu. Tworzyła komitety sabotażowe w wielu fabrykach pracujących dla okupanta.
W Poznaniu powstała w 1941 r. organizacja antyfaszystowska, używająca dawnej nazwy KPP. Miała swe komórki wśród kolejarzy i robotników Zakładów Cegielskiego. Zasięgiem swej działalności objęła kilka najbliższych powiatów.
Najsilniejszą organizacją komunistyczną w okresie przed powstaniem PPR, a zarazem najbardziej zbliżoną do niej programowo, był utworzony we wrześniu 1941 r z połączenia secesyjnej grupy lewicowych socjalistów wydających pismo „Sztandar Wolności”, „biuletynowców”, Stowarzyszenia Przyjaciół ZSRR i Rewolucyjnych Rad Robotniczo-Chłopskich - Związek Walki Wyzwoleńczej. W jego władzach zasiedli m.in. Franciszek Łęczycki i Józef Balcerzak. Utworzona została także organizacja zbrojna ZWW, którą kierował Marian Spychalski ps. „Marek”. ZWW miał swoje komitety dzielnicowe w Warszawie, oraz komitety powiatowe i różne komórki organizacyjne w województwie warszawskim, w Kieleckiem, Rzeszowskiem i Krakowskiem. Przy komitetach powiatowych i dzielnicowych ZWW działały komitety pomocy dla ofiar faszyzmu. ZWW wydawał pismo „Zwyciężymy”. Głosił program walki zbrojnej, tworzył bojowe grupy wypadowe i oddziały partyzanckie, które działały na różnych terenach.
Na Lubelszczyźnie do działania przystąpiła Bojowa Organizacja Ludowa, zwana wcześniej Związkiem Młodochłopskim, której kierownikiem był Kazimierz Sidor. W styczniu 1942 r. ruszył w Lasy Parczewskie pierwszy oddział partyzancki BOL pod przewodnictwem zbiegłego z niewoli oficera radzieckiego.
Wszystkie organizacje konspiracji rewolucyjnej wyrażały przekonanie o nieuchronności zbrojnego starcia niemiecko-radzieckiego i zwalczały nagłaśnianą przez podziemie centroprawicowe teorię „dwóch wrogów”.
Wiosną 1941 roku na ziemiach polskich trwała koncentracja niemieckich sił zbrojnych, przygotowujących się do uderzenia na Związek Radziecki. Duże nasycenie terenu wojskami niemieckimi utrudniało działalność konspiracyjną. Niektóre grupy komunistyczne wysłały swych przedstawicieli przez zieloną granicę do ZSRR z informacjami o koncentracji wojsk niemieckich. Nasiliły się akcje represyjne, prowadzone przez gestapo.
Po wybuchu wojny niemiecko-radzieckiej organizacje te tworzyły Komitety Pomocy Jeńcom Radzieckim i odegrały kluczową rolę w ratowaniu jeńców radzieckich od śmierci głodowej w obozach.
Oprócz wymienionych w okupowanym kraju działo pod koniec 1941 r. wiele innych lewicowych ugrupowań. Niektóre z nich zostały utworzone z inicjatywy lub wspólnym wysiłkiem komunistów, radykalnych ludowców i lewicowych socjalistów. Wiele ugrupowań przedpeperowskich to grupy bezimienne, środowiskowe, powstałe samorzutnie, skupiające ludzi uznających konieczność walki z hitlerowskim okupantem, zwolenników reform społecznych, współdziałających z komunistami. Większość tych bezimiennych grup wstąpiła następnie do PPR.
Pobieżna charakterystyka i analiza grup organizacji lewicy rewolucyjnej w latach 1939-1941 dowodzi, że w tym tak stosunkowo krótkim okresie zostały zbudowane fundamenty, na których rozwinęła swoją działalność Polska Partia Robotnicza i Gwardia Ludowa. Grupa Inicjatywna PPR, która przybyła do kraju w ostatnich dniach grudnia 1941 r., nie byłaby w stanie zbudować tak szybko partii i jej organizacji wojskowej bez tych kilku tysięcy uczestników organizacji lewicy rewolucyjnej z lat 1939-1941 r. Proces scalania organizacji konspiracji rewolucyjnej w jedną partię był bardzo szybki. Niektóre organizacje (np. ZWW) przyjęły uchwałę o akcesie do PPR, inne po prostu przekształciły swoje struktury i przybrały nową nazwę.

## Okres 1943-1944
W drugiej połowie 1943 r. nawiązany został kontakt przez „Świtowców” - Eugeniusza Iwańczyka i Mieczysława Świostka - z okręgiem PPR w Ostrowcu Świętokrzyskim z Władysławem Kowalskim „Zaporą” oraz sekretarzem okręgu Antonim Ratusińskim „Antkiem”. Nieco później z Sekretarzem Kieleckiego Obwodu PPR Marianem Baryłą „Bartkiem”. W wyniku przeprowadzonych rozmów Rewolucyjna Grupa Inteligencji Socjalistycznej „Świt” zgłosiła akces do PPR, ponieważ wszystkie dążenia reprezentowane przez tę grupę znalazły odbicie w programie PPR „O co walczymy?”. W lutym 1944 r. Eugeniusz Iwańczyk, już z rekomendacji kieleckiego obwodu PPR, spotkał się z dowódcą Armii Ludowej Michałem Rolą-Żymierskim w Warszawie, w rezultacie liczący już wtedy ponad pół tysiąca ludzi oddział „Świt”, przyjmując za swego patrona Gabriela Narutowicza, wyszedł w pole, dowodzony przez Tadeusza Maja „Łokietka”. Następnie rozkazem dowódcy III Kieleckiego Obwodu AL Mieczysława Moczara przekształcony w samodzielną brygadę bojową pod nazwą 2 Brygada Armii Ludowej Ziemi Kieleckiej „Świt”.